# Липохромы
Липохро́мы (от др.-греч. λίπος — жир + χρῶμα — краска, окраска), также известны под названиями жировые пигменты или каротины — группа безазотистых пигментов, широко распространённые у растений и животных.
Название жировых пигментов получили ввиду того, что часто встречаются в комбинации с жирами, каротинами же их называют по имени наилучшим образом изученного и часто распространённого растительного липохрома — каротина. Именно каротин придает характерный желтый цвет жирным веществам (маслу, яичным желткам).

## Свойства
В твёрдом виде зеленовато-жёлтые, жёлтые, оранжевые или красные, в растворах — жёлтые. При взаимодействии с концентрированной соляной или крепкой азотной кислотой меняют цвет на голубой, сине-зелёный или фиолетовый.
Нерастворимы в воде, но растворяются в спирте, эфире, бензоле, и ацетоне и т. д. Очень чувствительны к свету: легко обесцвечиваются при рассеянном дневном свете.
Спиртовыми растворами щелочей не омыляются.
Усиленную пигментацию липохромами жировой клетчатки отмечают при истощениях в связи с конденсацией пигмента. При этом клетчатка приобретает ярко-желтую окраску. Желтое окрашивание и желто-бурый цвет костей встречают при нарушениях липидно-витаминного обмена, а также в местах накопления холестерина.

## Распространение в природе
Широко распространены в растительном и в животном (среди беспозвоночных животных) мире.
У млекопитающих находятся в жировой ткани, кровяной сыворотке, серозных жидкостях, в жире молока. Одними из наиболее распространённых животных липохромов являются лютеины, находящиеся растворёнными в клеточных жирах и придающими характерную жёлтую окраску жировой клетчатке.